# 季亚琴科沃农村居民点
季亚琴科沃农村居民点（俄语：Дьяченковское сельское поселение）是俄罗斯联邦沃罗涅日州博古恰尔区所属的一个农村居民点。其下辖有5个居民点，行政中心为季亚琴科沃。据2016年统计，该农村居民点的人口为3895人。